# Qionglai
Qionglai (邛崃 ; pinyin : Qiónglái) est une ville de la province du Sichuan en Chine. C'est une ville-district placée sous la juridiction administrative de la ville sous-provinciale de Chengdu.

## Démographie
La population du district était de 640 943 habitants en 1999.